# Награда Златни Орфеј
Награда “Златни Орфеј” се додељује на фестивалу  “Српско перо” у Јагодини. 25. јуна 2006. током 20-јубиларног фестивала ова награда је додељена песнику и преводиоцу Адаму Пуслојићу за „свевремени печат и трајни допринос срској културној баштини“ као и “особеним песничким погледом на свет експонираним кроз више десетина објављених књига, деловањем у клокотризму, чији је био идејни творац, и преводилачким радом (превео је стотинак књига са српског на румунски језик и обрнуто”.
Награда "Златни Орфеј" додељена је и књижевнику Мирославу Димитријевићу из Параћина 2014. године за "свевремени печат и трајан допринос српској културној баштини", аутору који је објавио 77 дела из области: поезије, прозе, романа, сатире, драмског стваралаштва, историографских, лингвистичко-историјских студија ... Димитријевићева дела су превођена на десетак језика, заступљен је у стотину антологија и зборника поезије и прозе у земљи и иностранству.
Добитник 2020. године је Ненад Грујичић.